# Herbie (Film)
Herbie ist der dritte Kurzfilm des Drehbuchautors, Produzenten und Regisseurs George Lucas und wurde während seiner Studentenzeit im Jahr 1966 auf der University of Southern California produziert. Der Titel des Films bezog sich nicht auf den gleichnamigen VW-Käfer, der zwei Jahre später im Mittelpunkt des Disney-Films Ein toller Käfer (1968) stand, sondern verwies auf den aufstrebenden Jazz-Pianisten Herbie Hancock, dessen Musik den ganzen Film über zu hören ist.
George Lucas spezialisierte sich besonders auf die dokumentarische Aussagekraft eines Films und produzierte zusammen mit Paul Golding Herbie.

## Handlung
Herbie besteht aus dokumentarischen Außenaufnahmen eines nächtlichen Straßenverkehrs, der sich in der glänzenden Karosserie von mehreren Autos spiegelt. Begleitet wird dieses Schauspiel von Jazz-Musik.
In den Danksagungen des Abspanns ist schließlich zu lesen:
„Diese Augenblicke der Reflexion wurden Ihnen von Paul Golding und George Lucas präsentiert.“